# Archaeology
Archaeology (Arqueología) es una revista con publicación bimestral, la corriente principal de la revista es la arqueología, publicado por el Instituto Arqueológico de América, los editores estiman que menos de la mitad del uno por ciento de sus lectores son arqueólogos profesionales. La revista fue lanzada en 1948, y se publica seis veces al año. A partir de 2008, se leen unos 730.000 ejemplares.
El instituto también publica la revista profesional American Journal of Archaeology, y Dig, una revista dirigida a los niños de entre 8-13 años.